# Perfect Square
Perfect Square je DVD kapely R.E.M., na kterém je zaznamenán koncert z 19. července 2003 v Bowling Green ve Wiesbadenu v Německu. U labelu Warner Brothers vyšlo 9. března 2004.

## Seznam skladeb
1. Begin the Begin (4:04)
2. What's the Frequency, Kenneth? (4:12)
3. Maps and Legends (3:28)
4. Drive (4:44)
5. Animal (4:22)
6. Daysleeper (3:46)
7. The Great Beyond (4:17)
8. Bad Day (4:24)
9. The One I Love (3:22)
10. All the Way to Reno (You're Gonna Be a Star) (5:00)
11. Orange Crush (3:59)
12. Losing My Religion (4:45)
13. At My Most Beautiful (3:37)
14. Electrolite (4:28)
15. She Just Wants to Be (5:58)
16. Walk Unafraid (5:16)
17. Man on the Moon (5:57)
18. Everybody Hurts (6:26)
19. So Fast, So Numb (4:24)
20. Country Feedback (6:11)
21. Permanent Vacation (2:52)
22. Imitation of Life (3:55)
23. It's the End of the World As We Know It (And I Feel Fine) (5:55)